# Sereno Chaise

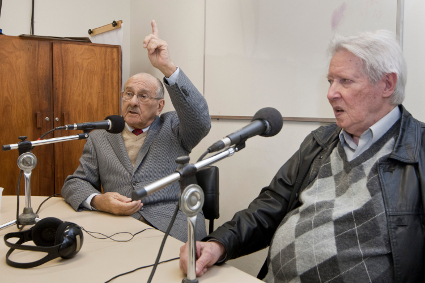
Sereno Chaise à esquerda

Sereno Chaise (Soledade, 31 de março de 1928 — Porto Alegre, 1 de junho de 2017) foi um advogado e político brasileiro. Trabalhista histórico, foi prefeito de Porto Alegre cassado pelo Golpe Militar de 1964, também ocupando os cargos de vereador, deputado estadual e diretor financeiro da Companhia de Geração Térmica de Energia Elétrica.

## Biografia
No fim da década de 1940, estudante em Porto Alegre, Chaise aproximou-se da Ala Moça do Partido Trabalhista Brasileiro e tornou-se amigo de Leonel Brizola, com quem dividiu um quarto de pensão. Em 1951 elegeu-se vereador da capital do Rio Grande do Sul, pelo PTB, e seria presidente da Câmara Municipal. Na eleição seguinte, em 1954, não tentou a reeleição, para coordenar a campanha de Brizola à Prefeitura. Com Brizola eleito, tornou-se secretário de Governo.
Em 1958, Chaise foi o segundo deputado estadual mais votado, com 16.614 votos, para a 40.ª Legislatura da Assembleia Legislativa do Rio Grande do Sul, de 1959 a 1963. Ele foi o líder do partido durante o governo de Brizola.
No dia 10 de novembro de 1963 Chaise foi eleito prefeito de Porto Alegre, com cerca de 100 mil votos, derrotando Cândido Norberto, do Movimento Trabalhista Renovador, uma dissidência do PTB, por mais de 40 mil votos. O mandato, iniciado no dia 2 de janeiro do ano seguinte, foi interrompido quatro meses depois, no dia 8 de maio, no contexto do Golpe de Estado no Brasil em 1964. Em 2 de abril daquele ano, o PTB organizou uma grande manifestação contra o golpe no Paço Municipal de Porto Alegre, com a presença de Chaise e Brizola. A resistência que se tentou organizar, à maneira da Campanha da Legalidade de 1961, acabou não ocorrendo, devido à decisão do presidente João Goulart de se exilar no Uruguai.
Logo depois do golpe, o prefeito chegou a ser preso, mas foi liberado e continuou seu governo até o dia 7 de maio, quando foi anunciada sua cassação, por força do Ato Institucional n.º 1, através do programa A Voz do Brasil, transmitido em rede nacional de rádio.
Chaise teve os direitos políticos cassados por dez anos, e só os recuperou definitivamente na anistia, em 1979. Em 1966, entretanto, graças ao prestígio de Chaise, Terezinha Chaise, então sua mulher, foi eleita a deputada estadual mais votada do Brasil, concorrendo pelo Movimento Democrático Brasileiro (MDB). Chaise, durante a ditadura, trabalhou brevemente na iniciativa privada, como advogado, mas a dificuldade de conseguir clientes o levou a ser dono de um bar por dez anos.
Após a redemocratização, participou da fundação do Partido Democrático Trabalhista (PTB), depois do grupo de trabalhistas históricos liderados por Brizola perder a sigla PTB para o grupo de Ivete Vargas. Pelo PDT, foi candidato a governador do Rio Grande do Sul em 1994, como candidato oficial, uma vez que o então governador era o pedetista Alceu de Deus Collares. Entretanto, Chaise ficou apenas em quarto lugar, com 252.915 votos.
Em 1998 o PDT apoiou no segundo turno o Partido dos Trabalhadores de Olívio Dutra ao governo do Rio Grande do Sul, impedindo a reeleição de Antônio Britto. O apoio do PDT ao PT foi costurado pessoalmente por Chaise, na época presidente do partido no estado, que desejava uma coligação desde o primeiro turno. A participação do PDT no governo petista durou apenas um ano, período em que Chaise foi vice-presidente do Banrisul. Contrário à saída do PDT do governo, Chaise filiou-se ao PT juntamente com Dilma Rousseff, Emília Fernandes e Milton Zuanazzi. Com esta decisão, Chaise rompeu publicamente com Brizola. Após a morte deste, Chaise lamentou não ter se reconciliado com o amigo de longa data.
Após a eleição presidencial de Luiz Inácio Lula da Silva, Sereno Chaise tornou-se diretor financeiro da Companhia de Geração Térmica de Energia Elétrica. Depois, em 3 de abril de 2006, assumiu a presidência da CGTEE, onde permaneceu até novembro de 2015.
Em março de 2014, a Câmara Municipal de Porto Alegre, em sessão extraordinária, devolveu simbolicamente mandatos de políticos cassados pela ditadura, incluindo Chaise.

## Morte
Sereno morreu em 1.º de junho de 2017, no Hospital Mãe de Deus, em Porto Alegre. Em homenagem à Chaise, o governador José Ivo Sartori decretou luto oficial de três dias, classificando-o como "personagem da história política do RS."